# Blow Me Down!
Blow Me Down! è un film del 1933 diretto da Dave Fleischer. È il secondo cortometraggio d'animazione della serie Braccio di Ferro, uscito negli Stati Uniti il 27 ottobre 1933. Il titolo deriva da una frase che il protagonista Braccio di Ferro pronunciava spesso nella striscia a fumetti di E. C. Segar.

## Trama
Braccio di Ferro arriva in Messico per vedere Olivia Oyl, che fa la ballerina in una cantina. Riesce ad evitare gli attentati di un paio di abitanti del posto prima di arrivare nella cantina, dove dà un fiore a Olivia. Quindi lei finisce con i piedi dentro due sputacchiere, facendo una danza buffa mentre cerca di uscirne. Dopo che Olivia si ritira nel suo camerino, arriva il bandito Bluto che si mette a sfidare Braccio di Ferro prima con le pistole e poi a pugni. Data l'abilità dell'avversario, Bluto chiama in aiuto i suoi scagnozzi. Mentre Braccio di Ferro li picchia tutti dopo aver mangiato degli spinaci, Bluto si introduce nel camerino di Olivia. La ragazza sembra in difficoltà e chiama Braccio di Ferro, ma quando quest'ultimo arriva nel camerino vede Olivia che sta malmenando Bluto in testa con una mazza. Braccio di Ferro lo scaraventa fuori dalla finestra con un pugno e i due continuano a lottare in strada, finché il marinaio non colpisce l'avversario così forte da fargli fare il giro del mondo, sconfiggendolo.

## Distribuzione

### Edizione italiana
L'unico doppiaggio italiano conosciuto fu realizzato dalla C.R.C. per la trasmissione del corto sulle reti Rai a metà anni 1990. Non essendo stata registrata una colonna internazionale, fu sostituita la musica presente durante i dialoghi.

### Edizioni home video
Il corto fu pubblicato in DVD-Video in America del Nord il 31 luglio 2007 nel primo disco della raccolta Popeye the Sailor: Volume One, dove è visibile anche con un commento audio di Jorge R. Gutierrez e Sandra Equihua.